# Die purpurnen Flüsse (Fernsehserie)
Die purpurnen Flüsse ist eine Krimi-Fernsehserie, die als französisch-belgisch-deutsche Koproduktion nach der gleichnamigen Roman-Vorlage von Jean-Christophe Grangé entstand. Zuvor waren bereits die zwei Kino-Verfilmungen Die purpurnen Flüsse (2000) und Die purpurnen Flüsse 2 – Die Engel der Apokalypse (2004) entstanden.
In Deutschland begann die Ausstrahlung der vier Episoden der ersten Staffel am 5. November 2018 im ZDF, in Belgien und Frankreich am 26. November 2018 auf France 2, wobei hier jede Folge in zwei Teilen gesendet wurde, so dass sich dort die doppelte Anzahl an Episoden ergibt.
Bis November 2020 fanden in Frankreich und Belgien die Dreharbeiten der 3. Staffel für vier neue Folgen der ZDF-koproduzierten französisch-deutschen Krimireihe Die purpurnen Flüsse statt. Im November 2021 wurden in der Erstausstrahlung im ZDF jedoch lediglich die Episoden 2 und 3 der dritten Staffel gezeigt. Eine Begründung für diese Programmentscheidung wurde nicht veröffentlicht.
Am 17. Oktober 2022 erklärte Olivier Marchal nach Abschluss der vierten Staffel seinen Ausstieg. In dessen Folge wurde am 22. Juni 2023 das Ende der Serie nach vier Staffeln verkündet.

## Handlung
Nach den Ereignissen in Guernon wurde Kommissar Pierre Niémans zum Chef des fiktiven l’Office central contre les crimes de sang (OCCS) gemacht. An seiner Seite ist seine ehemalige Schülerin Camille Delaunay. Der Kommissar betrachtet sie gelegentlich mehr als seine Tochter anstatt als seine Kollegin. Gemeinsam lösen sie schwierige und oft bizarre Mordfälle.

## Episoden

### Staffel 1 (2018)
Die Reihenfolge der Erstausstrahlung im ZDF entsprach nicht der der französischsprachigen. Beim ZDF wurden die Folgen La Dernière Chasse (Die letzte Jagd) und Leçons de ténèbres (Melodie des Todes) ausgetauscht.
| Nr. (ges.) | Nr. (St.) | Deutscher Titel     | Originaltitel           | Deutschsprachige Erstausstrahlung (D) |
| ---------- | --------- | ------------------- | ----------------------- | ------------------------------------- |
| 1          | 1         | Melodie des Todes   | Leçons de ténèbres      | 5. Nov. 2018                          |
| 2          | 2         | Tag der Asche       | Le Jour des cendres     | 12. Nov. 2018                         |
| 3          | 3         | Kreuzzug der Kinder | La Croisade des enfants | 26. Nov. 2018                         |
| 4          | 4         | Die letzte Jagd     | La Dernière Chasse      | 3. Dez. 2018                          |

### Staffel 2 (2020)
Eine zweite Staffel wurde am 17. Dezember 2018 angekündigt. Im Januar 2020 wurde die Ausstrahlung im 4. Quartal 2020 angekündigt. Die Reihenfolge der Erstausstrahlung im ZDF entsprach ebenfalls nicht der der französischsprachigen. Beim ZDF erfolgte ein Ringtausch, bei dem die letzte französische Folge Innocentes (Zum Sterben schön) an den Anfang vorgezogen und die Reihenfolge der anderen Folgen beibehalten wurde.
| Nr. (ges.) | Nr. (St.) | Deutscher Titel          | Originaltitel      | Deutschsprachige Erstausstrahlung (D) |
| ---------- | --------- | ------------------------ | ------------------ | ------------------------------------- |
| 5          | 1         | Zum Sterben schön        | Innocentes         | 16. Nov. 2020                         |
| 6          | 2         | Zeit der Bestrafung      | Furta sacra        | 23. Nov. 2020                         |
| 7          | 3         | Das Ritual               | Kenbaltyu          | 30. Nov. 2020                         |
| 8          | 4         | Das Geheimnis des Blutes | La Lignée de verre | 7. Dez. 2020                          |

### Staffel 3 (2021)
Die deutsche Erstausstrahlung startete am 22. November 2021 im ZDF.
| Nr. (ges.) | Nr. (St.) | Deutscher Titel     | Originaltitel    | Deutschsprachige Erstausstrahlung (D) |
| ---------- | --------- | ------------------- | ---------------- | ------------------------------------- |
| 9          | 1         | Schwarzer Mond      | Lune noire       | 2. Mai 2022                           |
| 10         | 2         | Die Pest            | Rédemption       | 22. Nov. 2021                         |
| 11         | 3         | Das Festival        | XXY              | 29. Nov. 2021                         |
| 12         | 4         | Das Jüngste Gericht | Jugement dernier | 9. Mai 2022                           |

### Staffel 4 (2023)
Die deutsche Erstausstrahlung startete am 20. November 2023 im ZDF.
| Nr. (ges.) | Nr. (St.) | Deutscher Titel        | Originaltitel     | Deutschsprachige Erstausstrahlung (D) |
| ---------- | --------- | ---------------------- | ----------------- | ------------------------------------- |
| 13         | 1         | Der Hyänenmann         | Kovenkore         | 20. Nov. 2023                         |
| 14         | 2         | Die Kunst des Todes    | Anima obscura     | 27. Nov. 2023                         |
| 15         | 3         | Blut im Paradies       | La Dernière Vague | 4. Dez. 2023                          |
| 16         | 4         | Das Geheimnis der Lust | La Scène          | 11. Dez. 2023                         |

## Charaktere
Pierre Niémans, 55Pragmatisch, effizient, direkt und oft auch ruppig sind seine Vorgehensweisen. Kommissar Pierre Niémans ist eine Legende in der französischen Polizei, trotz gewisser Spannungen zu einigen Kollegen. Er hält nicht viel von Hierarchien und sich selten ans Protokoll. Er hat weder Frau noch Kinder. Niémans gibt Leib und Seele für seine Untersuchungen, gibt niemals auf und geht oft an seine Grenzen. Aber unter seiner rauen Schale verbirgt sich ein großzügiger, zutiefst guter Mann, der sein Leben damit verbracht hat, die böse Seite der Menschen aufzuspüren.
Camille Delaunay, 32ist oft das weibliche Pendant zu Niémans und ersetzt ihm die Tochter, die er niemals hatte. Sie war eine Schülerin von Niémans auf der Polizeischule und ist Lieutenant. Hinter ihrer femininen Erscheinung steckt ein Energiebündel, das nicht vor Gewaltanwendung zurückschreckt. Die Bewunderung, die sie Niémans entgegenbringt, lässt sie auch nicht zögern, für ihn ihr Leben zu riskieren, was er wiederum zu schätzen weiß.

## Casting
Im Juli 2017 wurde bekannt, dass Olivier Marchal die Figur des Kommissar Pierre Niémans spielen wird. Der Autor Jean-Christophe Grangé wollte ursprünglich wie schon in den Kinofilmen Jean Reno in der Serie als Hauptdarsteller haben, aber:

« tout le monde a considéré qu’il était trop âgé pour le rôle »

„Alle hielten ihn für zu alt für die Rolle“

wie in einem Interview im November 2018 erklärt wurde.
Die Schauspielerin Erika Sainte wurde vom Autor für die Rolle des Leutnants Camille Delaunay ausgewählt, nachdem sie in der Serie Baron Noir entdeckt wurde.

## Nominierungen
- 2018: Festival de la fiction télévisée de La Rochelle: Episode Tag der Asche[13]
- 2019: MASA Awards, Kategorie Best Original Composition in Television Programme Titles (Beste Titelmusik einer TV-Serie): David Reyes[14]